# Бруно Бушич
Анте Бруно Бушич (хорв. Ante Bruno Bušić); нар. 6 жовтня 1939, Доні Виняни, Хорватія — пом. 16 жовтня 1978, Париж, Франція) — хорватський письменник і дисидент, політичний лідер хорватської еміграції та одна з найвідоміших жертв югославської таємної поліції.

## Біографія

### Дитинство та навчання
Анте Бруно Бушич народився 6 жовтня 1939 у селі Доні Виняни, поблизу міста Імотський. Предком Бруно був відомий гайдук Іван Рошо Бушич. Його матір померла 1943 року. Бруно закінчив початкову школу в рідному селі, а пізніше вступив до гімназії в Імотському. Під час навчання в гімназії вперше в житті потрапив під нагляд таємної поліції Югославії (UDBA) за те, що в «анонімній» анкеті висловив невдоволення комуністинчною владою в державі, а 1955 року навіть двічі потрапляв до в'язниці. 1957 року Бушич вступив до організації «TIHO» (хорв. Tajna organizacija hrvatske inteligencije), яка боролась за «свободу, рівність та утворення вільної Хорватії, базованої на демократичних принципах». За участь у ній Бруно та його шкільних друзів, які теж були в цій організації, виключили з гімназії з дворічною забороною вступати до іншої. 1960 року Бруно все ж таки зміг закінчити гімназію в Спліті. Після закінчення навчання вступив спочатку на філософський факультет Загребського університету, а пізніше перевівся на економічний за наполяганням батька. 1964 року захистив диплом на тему «Мораль та соціалізм».

### Суспільна та політична діяльність
Наступного року Бруно Бушич випадково дізнався про можливість працевлаштування до Інституту історії робітничого руху Хорватії, який очолював Франьо Туджман, майбутній президент Хорватії. Того ж року знову був засуджений на 10 місяців за читання емігрантської літератури та «ворожої пропаганди». Після суду був випущений до набуття вироком чинності, чим і скористався 24 жовтня 1966 року, незаконно втікши до Австрії. У грудні за наполяганням Туджмана повернувся додому, проте через зміщення з посади голови югославських спецслужб Олександра Ранковича, що проводив політику «сербізації» в державі, Бушич уникнув в'язниці. 1969 року почав роботу в місячнику «Хорватський книжковий лист», а після його закриття переїхав до Парижа, де жив до квітня 1971 року. Після повернення до Загреба, працював у «Хорватському тижневику». Того ж року уряд Югославії розпочав репресії проти національно налаштованих діячів Хорватської весни, під які потрапив і Бруно Бушич. Він провів у тюрмі два роки.
1974 року в Дубровнику був жорстоко побитий п'ятнадцятьма невідомими особами. Тоді поряд із ним був студент з Єрусалима Йосип Леві, якого не чіпали. За цим також спостерігали два міліціонери, які нічого не вчинили, щоб урятувати Бруно або хоча б затримати злочинців. Бушич намагався подати на дубровницьку міліцію до суду, проте на його заяву ніхто не відповів. Наприкінці 1975 Бруно Бушич незаконно перетнув кордон Великої Британії, де зміг отримати політичний притулок. У Лондоні працював над часописом «Нова Хорватія» до квітня наступного року. 1977 року був обраний до 2-го Хорватського народного віча на посаду голови Управління пропаганди.

### Вбивство
Бруно Бушич був убитий
16 жовтня 1978 року о 23:20 годині на вулиці Беллевілль у Парижі. В нього влучили дві кулі від пістолета «Астра» калібру 7,65 мм. Його вбили співробітники Служби державної безпеки Югославії. Був похований 23 жовтня 1978 року на паризькому кладовищі Пер-Лашез. В останню путь його провели 1200 чоловік. На його могильній плиті були написані слова з пісні поета Добриші Цесарича «Трубач із Сени». Його тіло було перепоховане в Загребі 16 жовтня 1999 року на кладовищі Мірогой.
Винко Синдичич, колишній агент УДБА, був притягнутий до кримінальної відповідальності за вбивство Бушича. Він був визнаний невинним 2000 року. 6 червня 2005 року Верховний суд Хорватії залишив цей вирок без змін. Тим часом Єрко Драгин, який працював разом із Синдичичем, заявив, що вбивство Бушича схвалив сам Йосип Броз Тіто.

## Відзнаки
1995: Орден князя Домагоя з намистом.
1995: Орден Степана Радича.